# 丹波インターチェンジ
丹波インターチェンジ（たんばインターチェンジ）は、京都府船井郡京丹波町市森にある、京都縦貫自動車道のインターチェンジである。

## 歴史
- 1993年度（平成5年度） : 京都縦貫自動車道の丹波綾部道路が事業化[1][2]。
- 1996年（平成8年）4月27日 : 京都縦貫自動車道（京都丹波道路[注釈 1]）の、丹波IC - 千代川IC間の開通に伴い供用開始。
- 2005年（平成17年）10月1日 : 道路関係四公団民営化により、京都丹波道路の保有を、独立行政法人 日本高速道路保有・債務返済機構に、管理を西日本高速道路株式会社に移管。
- 2010年（平成22年）6月28日 : 京都丹波道路で高速道路無料化社会実験が開始[3]。
- 2011年（平成23年）6月20日 : 政府が東北地方太平洋沖地震（東日本大震災）の復旧・復興費用をまかなうため、0時をもって高速道路無料化社会実験が一旦終了し、一時凍結される[4]。
- 2015年（平成27年）
  - 6月2日 : 丹波IC - 八木TB間の料金収受方法を、「単純支払方式」から「入口発券方式」に変更し[5]、丹波ICに料金所を新設。
  - 7月18日 : 丹波綾部道路の京丹波わちIC - 丹波IC間の開通により全線開通[6]。
- 2023年（令和5年）4月1日 : 宮津天橋立IC - 丹波IC間を京都府道路公社から西日本高速道路（NEXCO西日本）に移管[7]。全国路線網に編入[8]。

## 周辺
- 琴滝
- 道の駅丹波マーケス

## 接続する道路
- 国道9号（山陰道）

## 料金所
- ブース数 : 4

### 入口
- ブース数 : 2

2ブースともETC専用および一般またはETC•一般の可変式ブース

### 出口
- ブース数 : 2

2ブースともETC専用および一般またはETC•一般の可変式ブース（うち1つは精算機あり）

## 隣
E9 京都縦貫自動車道（丹波綾部道路）
(5)京丹波みずほIC - 京丹波PA - (6)丹波IC
E9 京都縦貫自動車道（京都丹波道路）
(6)丹波IC - (7)園部IC